# Station Seterstøa
Station Seterstøa was een station in Seterstøa in de gemeente Nes in fylke Viken  in  Noorwegen. Het station ligt aan Kongsvingerbanen. Het stationsgebouw dateert uit 1862 en is een ontwerp van de Duitse architecten Heinrich Ernst Schirmer en Wilhelm von Hanno. Seterstøa werd in 2012 gesloten voor personenvervoer. Het gebouw is een beschermd monument